# Эль-Кантон-де-Сан-Пабло
Эль-Кантон-де-Сан-Пабло (исп. El Cantón de San Pablo) — город и муниципалитет на западе Колумбии, на территории департамента Чоко. Входит в состав субрегиона Сан-Хуан.

## История
Поселение, из которого позднее вырос город, было основано в 1876 году. Муниципалитет Эль-Кантон-де-Сан-Пабло был выделен в отдельную административную единицу в 1994 году.

## Географическое положение

Муниципалитет Эль-Кантон-де-Сан-Пабло

Город расположен на юге центральной части департамента, к западу от горного хребта Западная Кордильера, на правом берегу реки Манагру (бассейн реки Атрато), на расстоянии приблизительно 39 километров к юго-юго-западу (SSW) от города Кибдо, административного центра департамента. Абсолютная высота — 53 метра над уровнем моря.
Муниципалитет Эль-Кантон-де-Сан-Пабло граничит на северо-востоке с территориями муниципалитетов Рио-Кито и Сертеги, на северо-западе — с муниципалитетом Альто-Баудо, на юго-западе — с муниципалитетом Медио-Баудо, на юге — с муниципалитетом Истмина, на востоке — с муниципалитетом Уньон-Панамерикана. Площадь муниципалитета составляет 386 км².

## Население
По данным Национального административного департамента статистики Колумбии, совокупная численность населения города и муниципалитета в 2015 году составляла 7970 человек.
Динамика численности населения муниципалитета по годам:
| 2005 | 2006 | 2007 | 2008 | 2009 | 2010 | 2011 | 2012 | 2013 | 2014 | 2015 |
| ---- | ---- | ---- | ---- | ---- | ---- | ---- | ---- | ---- | ---- | ---- |
| 6213 | 6359 | 6520 | 6695 | 6861 | 7037 | 7218 | 7396 | 7589 | 7777 | 7970 |

Согласно данным переписи 2005 года мужчины составляли 50,8 % от населения Эль-Кантон-де-Сан-Пабло, женщины — соответственно 49,2 %. В расовом отношении негры, мулаты и райсальцы составляли 96,3 % от населения города; индейцы — 2,6 %; белые и метисы — 1,1 %.
Уровень грамотности среди всего населения составлял 78,3 %.